# グレン・ビル
グレン・ビル（ベイル、Glenn Bijl、1995年7月13日 - ）は、オランダ・スタッズカナール出身のサッカー選手。クリリヤ・ソヴェトフ・サマーラ所属。ポジションはDF。

## クラブ経歴
FCフローニンゲンで育成され、2015-16シーズンにトップチーム昇格を果たした。2016-17シーズン前半にFCドルトレヒトにレンタルし、1月15日、FCアイントホーフェン戦でプロデビュー。
2017年7月1日、FCエメンに移籍した。2018年8月12日、FCエメンのエールディヴィジにおけるクラブ創設以降最初のゴールを決めた。
2021年8月25日、クリリヤ・ソヴェトフ・サマーラに3年契約で移籍した。